# Matelea hatschbachii
Matelea hatschbachii är en oleanderväxtart som först beskrevs av Fontella och Valente, och fick sitt nu gällande namn av G. Morillo. Matelea hatschbachii ingår i släktet Matelea och familjen oleanderväxter. Inga underarter finns listade i Catalogue of Life.